# Arthur Kennedy
John Arthur Kennedy (* 17. Februar 1914 in Worcester, Massachusetts; † 5. Januar 1990 in Branford, Connecticut) war ein US-amerikanischer Schauspieler. Er wurde für seine Auftritte in den Stücken von Arthur Miller sowie mit starken Charakterrollen in Hollywood-Filmen bekannt. Im Laufe seiner Karriere wurde er mit dem Tony Award ausgezeichnet und fünfmal für den Oscar nominiert.

## Leben
Nach dem Schauspielstudium zog es Arthur Kennedy nach New York an den Broadway. Dort spielte er ab 1938 in mehreren Produktionen und wurde Mitglied des angesehenen Group Theatres, das sich insbesondere um naturalistisches Schauspiel bemühte und als ein Vorläufer des späteren Actors Studio gilt. Von Kritikern und Kollegen wurde Kennedy immer wieder große Komplexität und Glaubwürdigkeit in seinen Darstellungen zugestanden.
Ende der 1930er-Jahre wurde der noch weitgehend unbekannte Kennedy von James Cagney entdeckt. Mit ihm drehte er unter der Regie von Anatole Litvak 1940 seinen ersten Film Im Taumel der Weltstadt, in dem er gleich eine größere Rolle als Bruder der von Cagney verkörperten Hauptfigur hatte. In den folgenden Jahren wurde der bei Warner Brothers unter Vertrag stehende Kennedy vor allem durch prägnante Rollen in Kriminalfilmen, Kriegsfilmen und Western bekannt. Er übernahm dabei in der Regel größere Nebenrollen, in einigen kleineren Filmen aber auch Hauptrollen. Dabei hatte Kennedy ein breites Rollenspektrum und spielte sowohl „träumerische Idealisten als auch zynische Schurken“; zu seinen Figuren in den 1940ern zählten etwa ein Verbrecher in dem Thriller Entscheidung in der Sierra neben Humphrey Bogart, der scheiternde Künstler Branwell Brontë im Melodram Devotion über die Brontë-Familie, ein Mordverdächtiger in Elia Kazans Bumerang und ein Familienvater aus der Arbeiterklasse im Film noir Das unheimliche Fenster. Kennedy kommentierte einmal, dass es wenig mit Schauspielkunst zu tun habe, wenn man dieselbe Rolle immer wieder spiele, und wählte demnach häufig neue Herausforderungen.
Trotz seiner Hollywood-Rollen kehrte Kennedy immer wieder zum Theater zurück und hatte dort Ende der 1940er-Jahre großen Erfolg: Elia Kazan besetzte ihn 1949 am Broadway als Biff in der Welturaufführung von Arthur Millers Tod eines Handlungsreisenden. Für diese Darstellung erhielt er einen Tony Award. Daneben spielte Kennedy in den Uraufführungen von weiteren Stücken Arthur Millers, so etwa 1947 als Chris Keller in Alle meine Söhne und 1953 als John Proctor in Hexenjagd. Bis zum Jahr 1973 kehrte Kennedy immer wieder an den Broadway zurück.
In den 1950er-Jahren hatte Kennedy seine erfolgreichste Zeit in Hollywood. Insgesamt wurde er zwischen 1950 und 1959 viermal als Bester Nebendarsteller und einmal als Bester Hauptdarsteller für den Oscar nominiert, wenngleich er den Preis nie gewinnen konnte. Seine Hauptdarsteller-Nominierung erhielt er für das Filmdrama Sieg über das Dunkel, in dem er 1951 einen erblindeten Kriegsveteran verkörperte. Unter Regie von Anthony Mann und an der Seite von James Stewart spielte Kennedy in den beiden Western Meuterei am Schlangenfluß (1951) und Der Mann aus Laramie (1955) jeweils geplagte Männer, die unter anderem durch äußere Umstände zum Schurken wurden und komplexe Antagonisten zu Stewarts Figur bilden. Stewart bezeichnete Kennedy später als einen der „besten Schauspieler“. Kennedy entging weiterhin stereotypischen Besetzungen und spielte unterschiedliche Figuren wie einen hitzköpfigen Rodeoreiter in Nicholas Rays Drama Arena der Cowboys (1952), einen Sheriff in William Wylers Thriller An einem Tag wie jeder andere (1955) und den gutbürgerlichen Bruder von Frank Sinatras Figur in Vincente Minnellis Drama Verdammt sind sie alle (1958). In den Filmklassikern Elmer Gantry (1960) und Lawrence von Arabien (1962) verkörperte er jeweils Zeitungsreporter.
1961 machte er einen Ausflug zum britischen Film und verkörperte den Dr. Quimper in dem Miss-Marple-Krimi 16 Uhr 50 ab Paddington mit Margaret Rutherford. Ab den 1950er-Jahren war Kennedy auch in einigen Fernsehserien als Gaststar zu sehen und hatte 1974 in der kurzlebigen Serie Nakia, der Indianersheriff eine der Hauptrollen. Nachdem das Interesse an Kennedy in Hollywood in den 1970er-Jahren nachließ und er dort kaum noch lohnende Rollen fand, drehte er auch einige Filme in Italien wie Der Clan der Killer oder Die Viper. Ende der 1970er-Jahre zog sich Kennedy aufgrund einer Krebserkrankung und Sehproblemen zunächst aus dem Schauspielgeschäft zurück. Kurz vor seinem Tod stand er aber nochmal für drei Filmproduktionen vor der Kamera.
Zeitweise leitete Kennedy selbst einen Schauspiel-Workshop in Hollywood. Kurz vor seinem 76. Geburtstag erlag er im Januar 1990 einem Hirntumor. Er war von 1938 bis zu ihrem Tod 1975 mit Mary Cheffrey verheiratet, sie hatten zwei Kinder. Zwei Sterne auf dem Hollywood Walk of Fame in den Kategorien Film und Fernsehen erinnern an ihn.

## Filmografie (Auswahl)
- 1940: Im Taumel der Weltstadt (City for Conquest)
- 1940: Entscheidung in der Sierra (High Sierra)
- 1941: Strange Alibi
- 1941: Die Rächer von Missouri (Bad Men of Missouri)
- 1941: Sein letztes Kommando (They Died with Their Boots On)
- 1942: Sabotageauftrag Berlin (Desperate Journey)
- 1943: In die japanische Sonne (Air Force)
- 1944: Resisting Enemy Interrogation (Militär-Lehrfilm)
- 1945: The Last Bomb (Dokumentarfilm, Stimme)
- 1946: Devotion [1943 gedreht]
- 1947: Bumerang (Boomerang)
- 1947: Schmutzige Dollars (Cheyenne)
- 1949: Treibsand (The Walking Hills)
- 1949: Zwischen Frauen und Seilen (Champion)
- 1949: Das unheimliche Fenster (The Window)
- 1949: Der blonde Tiger (Too Late for Tears)
- 1949: Todesfalle von Chikago (Chicago Deadline)
- 1950: Die Glasmenagerie (The Glass Menagerie)
- 1951: Sieg über das Dunkel (Bright Victory)
- 1951: Die Hölle der roten Berge (Red Mountain)
- 1952: Meuterei am Schlangenfluß (Bend of the River)
- 1952: Engel der Gejagten (Rancho Notorious)
- 1952: Frau in Weiß (The Girl in White)
- 1952: Arena der Cowboys (The Lusty Men)
- 1954: In die Falle gegangen (Impulse)
- 1955: Straße des Terrors (Crashout)
- 1955: Der Mann aus Laramie (The Man from Laramie)
- 1955: Santiago – Der Verdammte (The Naked Dawn)
- 1955: An einem Tag wie jeder andere (The Desperate Hours)
- 1955: Das Komplott (Trial)
- 1956: Vom Teufel verführt (The Rawhide Years)
- 1957: Glut unter der Asche (Peyton Place)
- 1958: Hart am Wind (Twilight for the Gods)
- 1958: Verdammt sind sie alle (Some Came Running)
- 1959: Abenteuer im wilden Westen (Zane Grey Theater, Fernsehserie, 1 Folge)
- 1959: Der Goliath von Galway (Home Is the Hero)
- 1959: Die Sommerinsel (A Summer Place)
- 1960: Elmer Gantry
- 1961: Claudelle und ihre Liebhaber (Claudelle Inglish)
- 1961: 16 Uhr 50 ab Paddington (Murder, She Said)
- 1961: Barabbas
- 1962: Hemingways Abenteuer eines jungen Mannes (Hemingway’s Adventures of a Young Man)
- 1962: Lawrence von Arabien (Lawrence of Arabia)
- 1964: Cheyenne (Cheyenne Autumn)
- 1964: Alfred Hitchcock zeigt (The Alfred Hitchcock Hour, Fernsehserie, 1 Folge)
- 1965: Murietta – Geißel von Kalifornien (Joaquín Murietta)
- 1966: Nevada Smith
- 1966: Die phantastische Reise (Fantastic Voyage)
- 1967: Mehr tot als lebendig (A Minute to Pray, a Second to Die)
- 1968: Totem (Day of the Evil Gun)
- 1968: Schlacht um Anzio (Anzio)
- 1969: Hail, Hero!
- 1969: Outsider (Shark!)
- 1970: Jagd auf den Kinomörder (The Movie Murderer) (Fernsehfilm)
- 1973: Der Todeskuss des Paten (Baciamo le mani)
- 1973: Der Clan der Killer (Un tipo con una faccia strana ti cerca per ucciderti)
- 1974: Das Leichenhaus der lebenden Toten (No profanar el sueño de los muertos)
- 1974: Der Antichrist (L’anticristo)
- 1974: Nakia, der Indianersheriff (Nakia, Fernsehserie, 14 Folgen)
- 1975: Killer Cop (La polizia ha le mani legate)
- 1975: Die Viper (Roma a mano armata)
- 1976: Ab morgen sind wir reich und ehrlich
- 1976: Insel ohne Tabus (La spiaggia del desiderio)
- 1977: Hexensabbat (The Sentinel)
- 1977: Neun Gäste für den Tod (Nove ospiti per un delitto)
- 1978: Haie am Todesriff (Bermude: la fossa maledetta)
- 1978: Tornado (Cyclone)
- 1978: Covert Action – Rauschgift tötet leise (Sono stato un agente C.I.A.)
- 1979: Kampf um die 5. Galaxis (The Humanoid)
- 1989: Signs of Life
- 1989: I figli del vento (Fernsehfilm)
- 1990: Grandpa

## Auszeichnungen
- 1949: Tony Award für Tod eines Handlungsreisenden
- 1950: Oscar-Nominierung als bester Nebendarsteller: Zwischen Frauen und Seilen
- 1952: Oscar-Nominierung als bester Hauptdarsteller: Sieg über das Dunkel
- 1956: Oscar-Nominierung als bester Nebendarsteller: Das Komplott
- 1958: Oscar-Nominierung als bester Nebendarsteller: Glut unter der Asche
- 1959: Oscar-Nominierung als bester Nebendarsteller: Verdammt sind sie alle